# Trochosa corporaali
Trochosa corporaali là một loài nhện trong họ Lycosidae.
Loài này thuộc chi Trochosa. Trochosa corporaali được Eduard Reimoser miêu tả năm 1935.